# Victor Bodson
Victor Bodson (Luxemburg, 24 maart 1902 - Bad Mondorf, 29 juni 1984) was een politicus van Luxemburgse afkomst. Hij werd door het Hooggerechtshof van Israël onderscheiden met de eretitel Rechtvaardige onder de Volkeren vanwege zijn hulp aan Joden gedurende de Holocaust.

## Biografie
Bodson studeerde Rechten en was werkzaam als advocaat bij de rechtbank van de stad Luxemburg. Naast zijn werk was hij een groot liefhebber van motorrijden en zwemmen. In 1926 werd hij landskampioen motorrijden in Luxemburg. Tevens was Bodson voor een periode president van de boksfederatie. In 1930 sloot hij zich aan bij de LSAP en vier jaar later werd hij gekozen voor de Kamer van Afgevaardigden. Eind jaren dertig was Bodson een voorstander van Luxemburgers die aan de republikeinse zijde gingen vechten van de Spaanse Burgeroorlog (1936-39).
Tussen 1940 en 1947 was Bodson minister van Justitie, Openbare Werken en Transport. De eerste vijf jaar bracht hij door in ballingschap in Londen en Montreal vanwege de Duitse bezetting. Na de bevrijding behield Bodson zijn portefeuilles, maar was tevens verantwoordelijk voor zuivering. Na zijn ontslag als minister was hij opnieuw lid van de Kamer van Afgevaardigden. Tussen 1951 en 1959 was hij opnieuw Minister van Justitie, Openbare Werken en Transport.
In juli 1967 werd Bodson benoemd tot de Luxemburgse afgevaardigde bij de Europese Commissie. Hij kreeg de portefeuille Vervoer. In 1970 werd hij als Europees commissaris opgevolgd door Albert Borschette.
Hij overleed op 82-jarige leeftijd en werd begraven op de Cimetière Notre-Dame in Limpertsberg. In 1993 is nabij Hesperange de Victor Bodsonbrug geopend, die naar hem genoemd is.